# ایزتوچنیک
ایزتوچنیک (به بلغاری: Iztochnik) یک منطقهٔ مسکونی در بلغارستان است که در شهرستان گابروو واقع شده‌است.